# Xishi
Der Stadtbezirk Xishi (chinesisch 西市区, Pinyin Xīshì Qū) ist ein Stadtbezirk der bezirksfreien Stadt Yingkou in der nordostchinesischen Provinz Liaoning. Er hat eine Fläche von 268,3 km² und zählt 212.913 Einwohner (Stand: Zensus 2020).

## Administrative Gliederung
Auf Gemeindeebene setzt sich der Stadtbezirk aus sieben Straßenvierteln zusammen. Diese sind:
- Straßenviertel Shengli 胜利街道
- Straßenviertel Qinghua 清华街道
- Straßenviertel Desheng 得胜街道
- Straßenviertel Wutaizi 五台子街道
- Straßenviertel Yushi 渔市街道
- Straßenviertel Hebei 河北街道
- Straßenviertel Xishichang 西市场街道